# Carpomys
Carpomys é um género de roedor da família Muridae.

## Espécies
- Carpomys melanurus Thomas, 1895
- Carpomys phaeurus Thomas, 1895